# روبرت دبليو. هاينز
روبرت دبليو. هاينز (بالإنجليزية: Robert W. Hines)‏ هو رسام توضيحي أمريكي، ولد في 1912 في كولومبوس في الولايات المتحدة، وتوفي في 1994.